# Juan Manuel Santisteban Lapeire
Juan Manuel Santisteban Lapeire (Ampuero, 25 d'octubre de 1944 - Catània, Itàlia, 21 de maig de 1976) va ser un ciclista espanyol, que fou professional entre 1969 i 1976. Va morir durant la disputa de la primera etapa del Giro d'Itàlia de 1976 als voltants de Catània (Sicília).
En el seu palmarès destaquen dues etapes de la Volta a Espanya, el 1973 i 1974, així com diverses etapes en curses d'una setmana.

## Palmarès
- 1971
  - Vencedor d'una etapa a la Volta a Astúries
- 1972
  - Vencedor d'una etapa a la Volta a Catalunya
- 1973
  - Vencedor d'una etapa a la Volta a Espanya
- 1974
  - 1r a la Volta a Astúries i vencedor d'una etapa
  - 1r als Tres dies de Leganés
  - Vencedor d'una etapa a la Volta a Espanya
  - Vencedor d'una etapa a la Dauphiné Libéré
  - Vencedor d'una etapa a la Volta a Aragó
  - Vencedor d'una etapa a la Vuelta a los Valles Mineros
- 1976
  - Vencedor d'una etapa a la Volta a Andalusia

### Resultats a la Volta a Espanya
- 1970. 10è de la classificació general
- 1971. Abandona
- 1973. 41è de la classificació general. Vencedor d'una etapa
- 1974. 39è de la classificació general. Vencedor d'una etapa
- 1975. 43è de la classificació general
- 1976. 31è de la classificació general

### Resultats al Giro d'Itàlia
- 1976. Mor durant la disputa de la 1a etapa